# Don Eddy
Don Eddy, född 1944, är en amerikansk konstnär.
Don Eddy lärde sig under tonåren att dekorera bilar och surfingbrädor med sprutpistol. Han arbetade därefter under många år som fotograf innan han slutligen blev konstnär. Han verkade inom fotorealismen, men var starkt influerad av den abstrakta expressionismen.